# Gottlob Bauknecht
Gottlob Bauknecht (* 30. April 1892 in Neckartenzlingen; † 9. September 1976 in Stuttgart) war ein deutscher Erfinder und Unternehmer in der Elektrotechnik- und Hausgeräte-Industrie.

## Leben
Als 27-Jähriger machte Gottlob Bauknecht 1919 im heimischen Schwaben den Schritt zum Unternehmer. Als Einmannbetrieb in Tailfingen auf der Schwäbischen Alb fuhr er zuerst mit dem Fahrrad, später mit dem Moped in der Region zu seinen Kunden, lebte zunächst von Reparaturen, Ersatzteillieferungen und entwickelte einen Nähmaschinenmotor. Sein selbst entwickelter Universal-Elektromotor „Landfreund“ ersetzte Handarbeit durch elektrische Energie. Dank seinem Erfindergeist brachte er sein Unternehmen mit weiteren Eigenentwicklungen voran. Erst 1930 erfolgte der Schritt vom Handwerksbetrieb zur eigenen industriellen Fabrikation; 1933 hatte er mehr als 100 Mitarbeiter. In den 1930er Jahren ergab sich aus der notwendigen flächendeckenden Umrüstung von Gleichstrom- zu Drehstrom-Technik ein rasch expandierendes Geschäftsfeld. Während des Zweiten Weltkriegs produzierte Bauknecht für die Kriegswirtschaft Rüstungsgüter. Das Stuttgarter Werksgelände wurde teilweise, das Welzheimer Werk vollständig durch Bomben der Alliierten zerstört. Dennoch konnte die Produktion 1945 rasch wieder aufgenommen werden. 1947 hatte Gottlob Bauknechts Unternehmen wieder rund 1000 Beschäftigte.

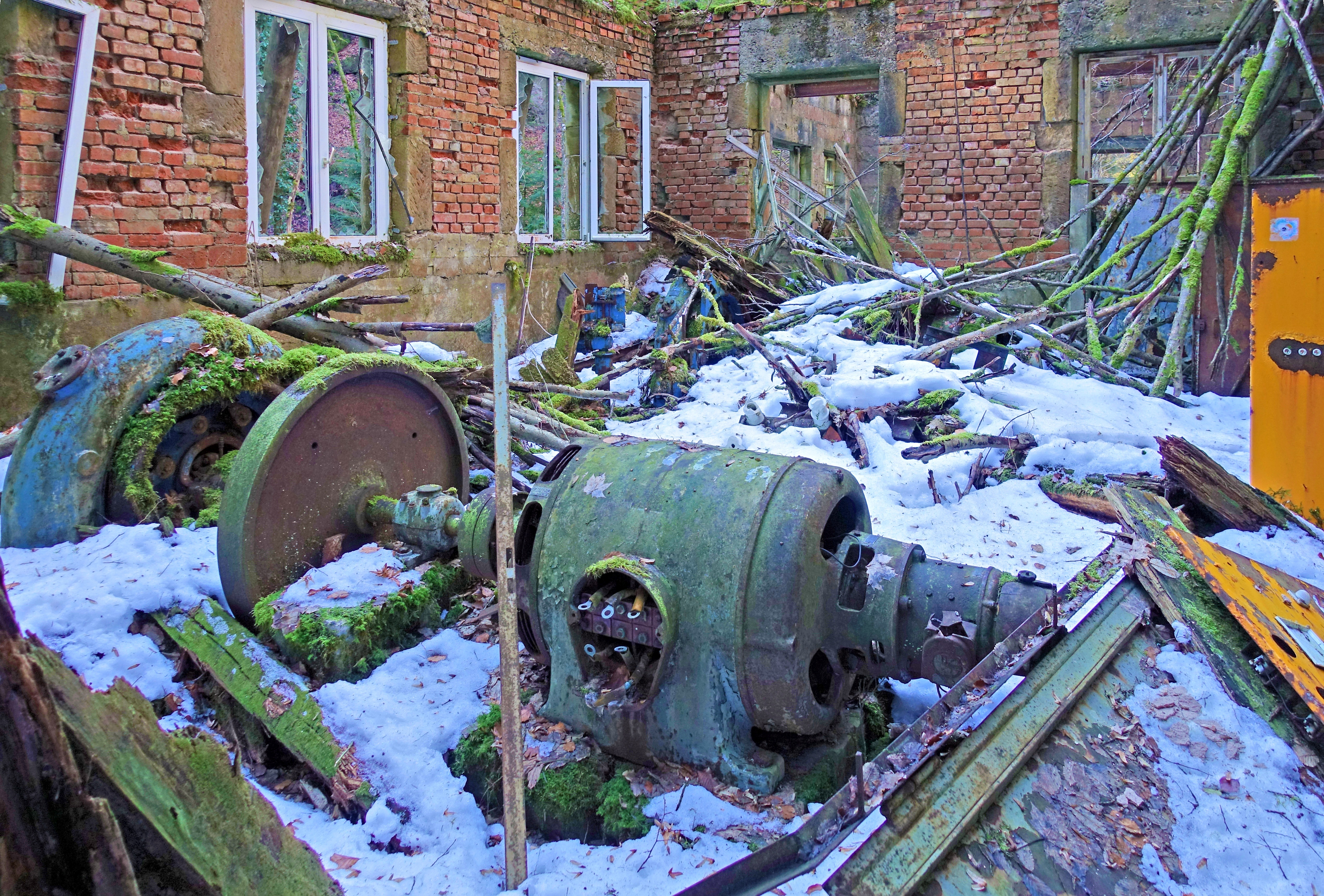
2019; Ehemaliges Kraftwerk Bauknecht in der Klingenmühle

Im Nachkriegsdeutschland begann die Bauknecht GmbH mit der Produktion elektrotechnischer Haushaltsgeräte. Zeitzeugen unter seinen damaligen Mitarbeitern berichteten, dass der unmittelbare Anlass für die Entwicklung seine aus Sparsamkeit geborene Abneigung gegen Materialverschwendung bei der Produktion war. Bei der Herstellung eines Großgeräts fiel so viel Stahlstanzblech ab, dass daraus ein eigenes Kleingerät zu machen war. Sein erster Erfolg auf dem neuen Feld war 1948 die elektrische Rührhilfe „Allfix“. Später folgten Erfolge mit Waschmaschinen, Küchenherden, Dunstabzugshauben, Geschirrspülmaschinen und weiteren elektrischen Hausgeräten. Da im Wirtschaftswunder der Nachkriegsjahre ein großer Markt für Haushaltsgeräte entstand, war der Aufstieg des Unternehmens steil. Gottlob Bauknecht nutzte die Zeichen der Zeit und errichtete in Stuttgart, Schorndorf und weiteren Standorten eine florierende Massenproduktion von Kücheneinrichtungen, Elektroherden und Waschküchenapparaturen. In seinen  letzten Lebensjahren brachte Gottlob Bauknecht sein Vermögen in vier verschiedene Stiftungen ein.
Er verstarb am 9. September 1976 in Stuttgart. Bestattet ist er neben zahlreichen weiteren Prominenten auf dem Waldfriedhof im Stuttgarter Stadtteil Degerloch. Seine beiden in die Geschäftsführung des Unternehmens eingebundenen Söhne, Gert und Günter Bauknecht (1933–2022), übernahmen sich in der damaligen Umbruchszeit der Marktsättigung mit Auslandsengagements und mussten sechs Jahre nach dem Tod des Vaters verkaufen.

## Ehrungen
- 1967: Großes Silbernes Ehrenzeichen für Verdienste um die Republik Österreich[2]
- 1952: Verdienstkreuz (Steckkreuz, heute Verdienstkreuz 1. Klasse) des Verdienstordens der Bundesrepublik Deutschland
- 1952: Ehrenbürger der Stadt Welzheim
- 1957: Großes Verdienstkreuz des Verdienstordens der Bundesrepublik Deutschland
- 1976: Großes Goldenes Ehrenzeichen für Verdienste um die Republik Österreich[3]